# 東国歳時記
『東国歳時記』（とうごくさいじき、朝鮮語: 동국세시기）は、李氏朝鮮末期に漢文で著された、当時の朝鮮における年中行事や風俗などを記録した書物。長らく著者不明とされていたが、現在では洪錫謨（홍석모）の著作とされている。1849年に比定される「己酉」と記された序文が付いており、成立年代については、1805年から1849年までの間と推定されている。
前近代の朝鮮における歳時風俗の貴重な記録とされており、朝鮮の歳時風俗をめぐる議論の多くにおいて参照される朝鮮の文化史上の基本図書とも評価されているが、他方では、文献学的検討が十分になされないまま無批判に参照されているとする指摘もある。
特に朝鮮の食文化に関する記述は、しばしば参照されることがあり、冷麺、トックク、キムパプ、ビビンバなどとの関係で、『東国歳時記』の記述が言及されることがある。『東国歳時記』において、月ごとの料理である「時節飲食」として紹介されている例としては、正月のトックク、エツやカタクチイワシの刺身である3月の鮆魚膾、4月の魚饅頭、6月の素麺、10月の卞氏饅頭やキムチ饅頭、11月の骨董麺などがある。

## 成立の背景
民俗学者である鄭勝謨（정승모）は、清から数多くの注釈書を導入していた19世紀の朝鮮の知識人たちが、朱子学など宋明理学の名分論を乗りこえる過程で、「朝鮮固有の風俗にも興味がもたれるようになった」と指摘し、これが柳得恭の『京都雜志』（1800年ころ）、金邁淳著『洌陽歳時記』（1819年）、そして『東国歳時記』といった、歳時記類が編まれる背景にあったとしている。

## 朝鮮光文会刊行本（1911年）
一般的に知られる『東国歳時記』の内容は、崔南善（최남선）が編纂し、1911年に朝鮮光文会（조선 광문회）が刊行した、『洌陽歳時記』と『京都雑志』を合編とした活字本によって伝えられたものである。この活字本の底本となった手書き本は、洪錫謨の子孫にあたる人物から提供されたものであったが、朝鮮戦争中に失われたとされて現存しておらず、直筆であったのか写本であったのかも判明していない。
以降、この活字本に基づく朝鮮語への翻訳、注釈などが朝鮮民主主義人民共和国での大韓民国でも出版されたが、これらはいずれも朝鮮光文会刊行本を底本とするものであった。1946年には、朴時亨による朝鮮語訳が雑誌『新天地』に連載された。

## 延世大学校図書館が所蔵する写本
延世大学校図書館には、朝鮮光文会刊行本と若干の異同がある写本が所蔵されている。こちらは、洪錫謨の別系統の子孫にあたっていた教授から、1942年ころに寄贈されたものとされている。